# Национальная организация русских разведчиков

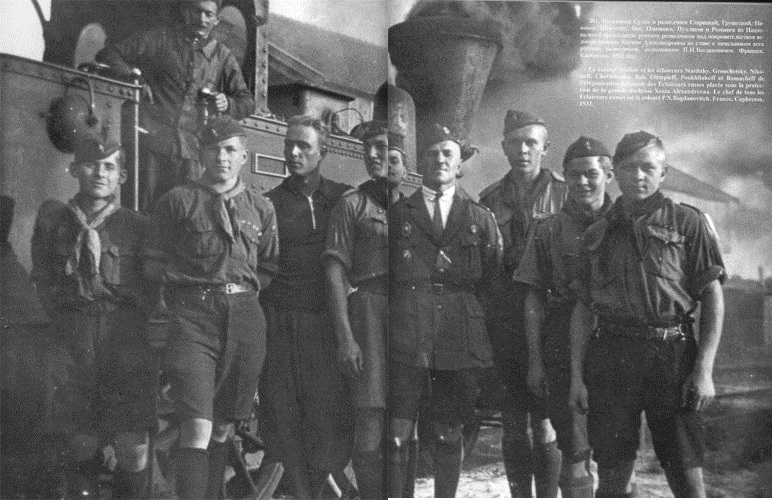
На фото вверху: полковник Сулин и разведчики Старицкий, Грушецкий, Никонов, Бек, Олимпиев, Пухляков и Ромашов из Национальной организации русских разведчиков (НОРР) во главе с начальником русских разведчиков, полковником П. Н. Богдановичем. Франция, Капбретон, 1931

Национа́льная организа́ция ру́сских разве́дчиков (акрон. НОРР) — белоэмигрантская скаутская организация, была создана в 1928 году полковником П. Н. Богдановичем после его ухода из Национальной организации русских скаутов (ВНОРС) полковника О. И. Пантюхова. Обвинив скаутов в интернационализме, П. Н. Богданович создал новую национальную организацию, в которую перешло много скаутских руководителей. Первостепенной задачей НОРР являлось сохранение русской молодёжи от денационализации. В основу воспитательной работы организации ставили прививание молодёжи любви к исторической России и бескомпромиссный антикоммунизм
.
Для того, чтобы подчеркнуть национальный характер организации, в начале 1933 года (согласно приказу №10 от 1.11.1932) была изменена традиционная скаутская униформа и символика, введённая ещё в начале XX века основателем движения английским полковником Р. Баден-Пауэллом. Об этом событии сообщалось в заметке, посвящённой русским разведчикам и опубликованной в журнале «Часовой». В ней говорилось: «С ноября месяца шапочки-пилотки, заменившие у разведчиков чуждые нам ковбойские широкополые шляпы, будут украшены не ничего не говорящей русскому сердцу бурбонской лилией, а „ополченским“ крестом с вензелем — изображением имени Императора Петра I, — новым знаком организации».
Согласно приказу начальника НОРР №238, лозунгом организации стал призыв «За Веру, Царя и Отечество», заменивший существовавший ранее призыв «За Россию».
До Второй мировой войны отделы и представительства НОРР существовали во Франции, Австралии, Англии, Венгрии, Китае, Маньчжурии, США, Тунисе, Чехословакии и Югославии. По количеству детей и юношей НОРР занимало первое место среди молодёжных организаций русской эмиграции. Наиболее сильными группами были отделы во Франции, Болгарии и на Дальнем Востоке.

## Руководящий состав НОРР
На сентябрь 1932 года сложился следующий руководящий состав организации:
- Начальник НОРР — полковник П. Н. Богданович
- Начальник штаба — штабс-капитан Сигаль
- Инструкторы: Я. Н. Репнинский, поручик Л. Г. Фурсов

Структурно НОРР состояла из отрядов, которые входили территориально в районы, объединённые в отделы.
Во время Второй мировой войны отделы организации были частично закрыты, частично реорганизованы.
После Второй мировой войны организация была возрождена в США. Лагери НОРР устраивали до 1990-х годов на Восточном побережье. Активным участником работы с молодёжью являлся Владимир Николаевич Бутков, председатель дроздовского объединения и один из последних председателей РОВС.